# گمینا یندژیوو
گمینا یندژیوو (به لهستانی:  Gmina Jędrzejów) یک گمینا در لهستان است که در شهرستان یندژیوف واقع شده‌است. گمینا یندژیوو ۲۲۷٫۵۲ کیلومتر مربع مساحت و ۲۹٬۱۷۸ نفر جمعیت دارد.